# Allantogynus delamarei
Allantogynus delamarei is een eenoogkreeftjessoort uit de familie van de Nanaspididae. De wetenschappelijke naam van de soort is voor het eerst geldig gepubliceerd in 1960 door Changeux.